# Cerkev sv. Trojice, Gornji Petrovci
Cerkev sv. Trojice je župnijska cerkev Župnije Gornji Petrovci.

## Zgodovina
Poročilo o obstoju petrovske župnije je iz leta 1627, vendar je župnija veliko starejša, kar zvemo iz naseljenosti njenega območja v srednjem veku in lasništva in posestnih razmer v župniji. Zgodovinsko ime župnije je Nedela, kar pomeni Sv. Trojica. Njeni podružnici Križevci, kjer je kapela, in Boreča s cerkvijo sv. Ane sta obstajali že v 14. stoletju. Po tem sklepamo, da je vsaj toliko stara njuna materna cerkev. Najstarejši zapis krajevnega imena Križevci je iz leta 1405.

## Sv. Trojica ali Nedela
Katoliška cerkev sv. Trojice v Petrovcih ima starejšo ožjo ladjo iz 14. stoletja in širši poznogotski prezbiterij s konca 15. stoletja. Zunaj ima kakovostne in kamnoseško bogate opornike, znotraj pa zvezdast obok na geometričnih konzolah. Zvonik je iz leta 1642, ladjo pa so v baroku dvignili in obokali, konec srednjega veka pa so dogradili prostornejši prezbiterij z vrati na južni strani. Leta 1698 sta bila cerkev in zvonik, v katerem sta bila dva zvonova, krita s skodljami. Opis iz istega leta tudi pravi, da ima cerkev vinograd na bregu Nedelski vrh ter dohodek od dveh sejmov v letu, ki sta na planoti pred pokopališčem. Vizitacijski zapisnik iz leta 1756 omenja, da ima nedelska cerkev v ladji lesen strop, obmetan z malto, pokrita je s skodlami, zidan stolp je zgoraj lesen in v obliki piramide, na vrhu je pločevinasta krogla z dvojnim križem, kor in prižnica sta lesena in poslikana z marmornatimi imitacijami, na sredi oltarja iz leta 1732 je slika na platnu, kjer je upodobljena sv. Trojica.

## Novejši čas
Leta 1908 so odstranili star oltar in sliko sv. Trojice, ki so jo v času med prvo in drugo svetovno vojno prodali. Enako se je zgodilo s sliko sv. Ane iz Boreče. Omenjenega leta je dobila cerkev v Petrovcih nov oltar, prižnico, hrastove klopi v prezbiteriju in barvna okna. V absidnem oknu za oltarjem je upodobljena sv. Trojica, na južni strani v polovičnem oknu je sveti Jožef, v navadnem oknu nad južnimi vrati pa je ornamentika. Oltar je izdelan v novogotskem slogu, ima precej ornamentike in dva reliefa: na desni strani Abraham daruje sina Izaka, na levi pa je Melkizedekova daritev. Tudi spovednica je iz te dobe. Cerkev je krita z opeko bobrovec, novo ostrešje in streho je dobila 1946. leta. Znotraj so jo prebelili 1958, zunaj pa 1975 leta.
Nahaja se na vzpetini, kjer nastaja vedno več vinogradov; od tam je lep razgled daleč naokoli - vse tja do Blatnega jezera na Madžarskem. Sedanji zvonik je kvadratast in stoji pred cerkveno ladjo, krit je s pocinkano pločevino.

## Arhitektura
Cerkvena arhitektura se razteza od romanike do pozne gotike. Pomembna je tudi zaradi kamnoseških detajlov. Sestavljajo jo zvonik, kratka romanska ladja, daljši gotski prezbiterij in zakristija.
Cerkev stoji na vrhu hriba izven naselja in je pomembna prostorska dominanta.